# Grand Prix Formule 1 van Italië 2002
De Grand Prix Formule 1 van Italië 2002 werd gehouden op 15 september 2002 op het Autodromo Nazionale Monza in Monza.

## Uitslag
| Positie | Nummer | Rijder               | Team               | Ronden | Tijd/Opgave   | Startplaats | Punten |
| ------- | ------ | -------------------- | ------------------ | ------ | ------------- | ----------- | ------ |
| 1       | 2      | Rubens Barrichello   | Scuderia Ferrari   | 53     | 1:16:19.982   | 4           | 10     |
| 2       | 1      | Michael Schumacher   | Scuderia Ferrari   | 53     | +0.255        | 2           | 6      |
| 3       | 16     | Eddie Irvine         | Jaguar Racing      | 53     | +52.579       | 5           | 4      |
| 4       | 14     | Jarno Trulli         | Renault            | 53     | +58.219       | 11          | 3      |
| 5       | 15     | Jenson Button        | Renault            | 53     | +1:07.770     | 17          | 2      |
| 6       | 12     | Olivier Panis        | BAR-Honda          | 53     | +1:08.491     | 16          | 1      |
| 7       | 3      | David Coulthard      | McLaren - Mercedes | 53     | +1:09.047     | 7           |        |
| 8       | 9      | Giancarlo Fisichella | Jordan-Honda       | 53     | +1:10.891     | 12          |        |
| 9       | 11     | Jacques Villeneuve   | BAR-Honda          | 53     | +1:21.068     | 9           |        |
| 10      | 7      | Nick Heidfeld        | Sauber - Petronas  | 53     | +1:22.046     | 15          |        |
| 11      | 24     | Mika Salo            | Toyota             | 52     | +1 Ronde      | 10          |        |
| 12      | 10     | Takuma Sato          | Jordan-Honda       | 52     | +1 Ronde      | 18          |        |
| 13      | 22     | Alex Yoong           | Minardi - Asiatech | 47     | +6 Rondes     | 20          |        |
| DNF     | 6      | Juan Pablo Montoya   | Williams-BMW       | 33     | Chassis       | 1           |        |
| DNF     | 4      | Kimi Räikkönen       | McLaren - Mercedes | 29     | Motor         | 6           |        |
| DNF     | 23     | Mark Webber          | Minardi - Asiatech | 20     | Motor         | 19          |        |
| DNF     | 8      | Felipe Massa         | Sauber - Petronas  | 16     | Botsing       | 14          |        |
| DNF     | 17     | Pedro de la Rosa     | Jaguar Racing      | 15     | Botsing       | 8           |        |
| DNF     | 25     | Allan McNish         | Toyota             | 12     | Wielophanging | 13          |        |
| DNF     | 5      | Ralf Schumacher      | Williams-BMW       | 4      | Motor         | 3           |        |

## Wetenswaardigheden
- Laatste podium en laatste punten: Eddie Irvine.
- Laatste podium (team): Jaguar Racing.
- Dit was de derde van vier races die in de Verenigde Staten werd uitgezonden op ABC Sports, de andere drie waren de Grands Prix van Monaco, Canada en de Verenigde Staten.
- De pole position-ronde van Juan Pablo Montoya is de snelste ronde ooit van een Formule 1-wagen, met een gemiddelde snelheid van 259,528 km/h.
- Bij de start sneed Ralf Schumacher de chicane af zodat hij de leiding overnam van teamgenoot Juan Pablo Montoya. Toen Ralf zijn motor opblies in ronde 5, was Montoya's zicht geblokkeerd en Rubens Barrichello haalde hem in voor de leiding. Kort daarna werd Montoya ingehaald door Michael Schumacher en bleef derde totdat hij uitviel door de schade aan zijn chassis.
- Dit is de enige race van 2002 waarin een andere auto op het podium stond dan Ferrari, McLaren of Williams.

## Statistieken
| Snelste ronde | Rubens Barrichello | Scuderia Ferrari | 1:23.657 |

## Noot
- Dit was de tiende pole position voor Juan Pablo Montoya en voor een Colombiaanse coureur.

1921 · 1922 · 1923 · 1924 · 1925 · 1926 · 1927 · 1928 · 1931 · 1932 · 1933 · 1934 · 1935 · 1936 · 1937 · 1938 · 1947 · 1948 · 1949 · 1950 · 1951 · 1952 · 1953 · 1954 · 1955 · 1956 · 1957 · 1958 · 1959 · 1960 · 1961 · 1962 · 1963 · 1964 · 1965 · 1966 · 1967 · 1968 · 1969 · 1970 · 1971 · 1972 · 1973 · 1974 · 1975 · 1976 · 1977 · 1978 · 1979 · 1980 · 1981 · 1982 · 1983 · 1984 · 1985 · 1986 · 1987 · 1988 · 1989 · 1990 · 1991 · 1992 · 1993 · 1994 · 1995 · 1996 · 1997 · 1998 · 1999 · 2000 · 2001 · 2002 · 2003 · 2004 · 2005 · 2006 · 2007 · 2008 · 2009 · 2010 · 2011 · 2012 · 2013 · 2014 · 2015 · 2016 · 2017 · 2018 · 2019 · 2020 · 2021 · 2022 · 2023 · 2024 · 2025